# Josypiwka (rejon czerniwecki)
Josypiwka (ukr. Йосипівка, hist. Józin) – wieś na Ukrainie, w obwodzie winnickim, w rejonie czerniweckim.